# Floronia annulipes
Floronia annulipes là một loài nhện trong họ Linyphiidae.
Loài này thuộc chi Floronia. Floronia annulipes được Lucien Berland miêu tả năm 1913.